# Cut! Zombi contro zombi
Cut! Zombi contro zombi (Coupez!) è un film del 2022 scritto e diretto da Michel Hazanavicius.
Interpretato da un cast corale capitanato da Romain Duris e Bérénice Bejo, si tratta del remake francese del film giapponese del 2017 Zombie contro zombie - One Cut of the Dead.

## Trama
Il film è composto da tre parti.

### Parte 1: Z, il cortometraggio finale
In un grande edificio in disuso, uno zombi attacca una giovane donna timorosa. In realtà si tratta delle riprese di un film Horror sugli zombi, interrotte da un autoritario regista di nome Higurashi, che impazzisce dopo che la scena è sta girata per la trentunesima volta, spiegando la mancanza di emozioni trasmesse da Ken (l'attore) e Chinatsu (l'attrice), mentre dice cosa pensa dei suoi attori prima di andarsene. Durante una pausa, la truccatrice Natsumi spiega a Ken e Chinatsu che l'edificio in cui si trovano sarebbe stato colpito da una maledizione e che il luogo sarebbe stato utilizzato per esperimenti scientifici durante la seconda guerra mondiale.
L'assistente va a fumare (dopo aver esitato una prima volta) e viene aggredito dal cameraman zombificato. Ken, Chinatsu e Natsumi trovano il braccio dell'assistente, poi il suo corpo, e vengono attaccati da lui e dal cameraman. Dopo essersi sbarazzato dei due zombi, Higurashi torna dicendo di aver risvegliato la maledizione con la stella del sangue (il cui potere permette di risvegliare i morti) in modo da ottenere dai suoi attori l'emozione che cerca per la sua ultima scena. Akira, il tecnico del suono, esce nonostante gli zombi e il regista va a prenderlo. Ritorna con Akira, che è diventato uno zombi, e inizia a girare.
Natsumi afferra l'ascia e uccide Akira. Ken mette fuori combattimento Higurashi ed i tre vanno a recuperare l'auto prima di essere nuovamente attaccati dagli zombi. Dopo un inseguimento, Chinatsu nota che potrebbe essere stata morsa per sbaglio e Natsumi decide di ucciderla. Ken salva Chinatsu uccidendo Natsumi, ma Chinatsu decide di scappare per non contaminare il suo amante. Poi torna indietro dopo aver scoperto che il suo morso è falso. Tuttavia, Ken è diventato uno zombi e Higurashi vuole ancora girare la sua scena. Chinatsu quindi uccide Ken con un'ascia, poi uccide anche Higurashi prima di andare a posizionarsi sulla stella di sangue.

### Parte 2: la preparazione del cortometraggio (un mese prima)
Possiamo notare che gli attori recitano in modo irregolare, gli effetti speciali sono rozzi e scadenti, la storia è traballante, i collegamenti possono essere incomprensibili, la cinepresa a volte cade a terra o sembra poco stabilizzata dal cameraman.
All'inizio di questa parte, lo spettatore capisce che il film sugli zombi che ha appena visto non è il film stesso, ma un film dentro il film.
Rémi Bouillon, modesto regista di film "veloci, economici e medi", viene contattato da Mounir, un amico, e da un produttore giapponese per adattare un film horror giapponese di successo che dovrà durare mezz'ora ed essere trasmesso in diretta streaming piattaforma. Rémi, non sentendosi all'altezza, accetta solo perché sua figlia Romy, che sogna di essere una grande regista nonostante i suoi problemi in termini di lavoro sul set, ammira l'attore principale reclutato per il progetto
La preparazione è difficile a causa della sfida tecnica delle riprese (il cameraman ha mal di schiena, ma non vuole darla vinta alla sua compagna sostenendo che non potrà durare trenta minuti), ma anche pretese artistiche del protagonista attore, una settimana prima delle riprese, costringendo anche gli attori a mantenere i nomi giapponesi. Da parte sua, Rémi ripensa al rapporto con sua figlia dopo la dichiarazione di Philippe sul suo fallimento come genitore e piange a casa prima dell'inizio delle riprese, sebbene sia confortato dalla moglie Nadia.

### Parte 3: dietro le quinte delle riprese trasmesse in diretta
Il giorno delle riprese, mentre l'attore principale è esasperato dagli ultimi cambiamenti, gli attori che dovevano interpretare il regista e il truccatore hanno un incidente (si era creata una relazione tra loro). Lo stesso Rémi decide di interpretare il ruolo di regista, assumendo sullo schermo una personalità esuberante mentre il suo personaggio è piuttosto riservato, e sua moglie Nadia prende quello di sua assistente, nonostante la sua catastrofica esperienza come attrice, dove può essere troppo coinvolta nel suo personaggio, dimenticando tutta la realtà. Prima delle riprese, Philippe arriva sul set ubriaco dopo aver bevuto una bottiglia di sakè offerta dalla produzione (anche se aveva smesso di bere alcolici) e Jonathan inizia a soffrire di diarrea acuta.
La mezz'ora di riprese è caotica: la sceneggiatura non segue affatto lo scenario originale (Rémi va fuori di testa all'inizio del film) e numerosi incidenti costringono la squadra a improvvisare costantemente, il che spiega alcune stranezze del cortometraggio visto all'inizio. Rémi cerca di riportare Philippe in uno stato normale, senza molto successo (quest'ultimo non ha ancora intuito di essere diventato uno zombi nel film e pensa di recuperare il suo monologo), mentre Jonathan, per niente nel suo ruolo, va in bagno durante il film. Romy, presente sul set, aiuta il padre a riuscire a continuare il film nonostante i problemi, cambiando qualche scena all'ultimo minuto. Tuttavia, il cameraman si fa male, quindi usa una gru per girare l'ultima scena, prima di svenire. Mounir, per paura di non riuscire a concludere bene il film, propone a Rémi di non girare la scena, ma Rémi esplode di rabbia dicendo che questa scena è importante per il film e che non darebbe coerenza, prima di scusarsi finalmente e accettare la cancellazione di essa.
Romy ha un'idea dell'ultimo minuto chiamando l'intera troupe del film (tranne quella che si occupa della trasmissione e il musicista, Fatih, che si è perso dall'inizio del film) per creare una scala umana (sostituendo la gru fuori uso) ed eseguire quest'ultima scena. L'idea è un successo e il film finisce come previsto. Il team festeggia con gioia la fine delle riprese, nonostante le difficoltà incontrate durante le riprese Rémi chiede a Romy da dove sia nata la sua idea. Poi gli mostra una foto in cui suo padre la sta portando in braccio mentre lei ha una macchina fotografica tra le mani. I due si commuovono e si riconciliano. Il produttore, d'altra parte, è generalmente soddisfatto di questo film "veloce, economico e nella media".
Dopo i titoli di coda arriva un assistente con una scala, ma si rende conto che è troppo tardi e il film è già finito.

## Promozione
Il trailer del film è stato diffuso online il 14 aprile 2022.

## Distribuzione
Il film sarebbe dovuto essere presentato in anteprima al Sundance Film Festival nel gennaio 2022, ma è stato ritirato dopo che l'edizione in presenza del festival è stata cancellata a causa dell'aumentare di casi di COVID-19. La sua anteprima si è dunque tenuta il 17 maggio dello stesso anno come film d'apertura del 75º Festival di Cannes, fuori concorso. Sarà poi distribuito nelle sale cinematografiche francesi a partire dal 15 giugno 2022.
L'anteprima italiana è stata il 14 ottobre 2022 alla Festa del Cinema di Roma 2022, mentre nelle sale italiane è arrivato il 31 ottobre 2022.

### Titolo
Originariamente intitolato Z (comme Z), il film ha cambiato nome prima della sua anteprima a Cannes in seguito a una richiesta dell'Istituto ucraino, visto il ruolo propagandistico assunto dalla lettera «Z» durante l'invasione russa dell'Ucraina del 2022. Il titolo è stato dapprima sostituito con quello internazionale (Final Cut), per poi diventare anche in francese Coupez! pochi giorni dopo.